# Don't Pray for Me
«Don't Pray for Me» — це пісня, записана нідерландським сімфо-метал гуртом Within Temptation. Вона була випущена у всьому світі як сингл 8 липня 2022 року через цифрове завантаження та стрімінг, а також як частина EP, що містить три попередні незалежні сингли, випущені гуртом, та їхні інструментальні версії. Обмежений тираж на вінілі також було випущено 15 липня. Пісня була спродюсована їхнім давнім продюсером Даніелем Гібсоном, з Матьйсом Тієкеном і Within Temptation як додатковими продюсерами.

## Передумови
Після того, як гурт був змушений скасувати заплановані концерти на 2020 рік через заходи безпеки, яких довелося вжити в результаті пандемії COVID-19, вони вирішили випустити серію окремих синглів, створених для того, щоб залишатися активними та підтримувати зв'язок з фанатами до випуску цілого альбому. Після зменшення пандемії та пом'якшення заходів безпеки, які дозволили знову проводити живі концерти, гурт вирішив продовжити випускати пісні в цьому форматі як спосіб підготовки до свого наступного студійного альбому. Четвертий із цих синглів, «Don't Pray for Me», був оголошений 22 червня 2022 року та випущений 8 липня. Наступного тижня також було випущено музичне відео на цю пісню. 15 липня спеціалізованим лейблом Music on Vinyl була випущена обмежена серія золотих вінілових платівок в результаті їхньої співпраці з гуртом для випуску ексклюзивних вінілових видань. Спочатку вокалістка Шарон ден Адель заявила, що майбутній альбом, запланований на 2023 рік, буде включати пісні, випущені в цей період; однак, в процесі написання альбому, співачка зазначила, що гурт вирішив рухатися в іншому напрямку, який більше не відповідає цим пісням.

### Написання та композиція
З ліричної точки зору, пісня стосується нав'язування своїх власних переконань іншим людям, які можуть не ідентифікувати себе з ними або не відчувати до них спорідненості. За словами ден Адель, це пісня «про примирення з тим фактом, що переконання можуть бути плинними, множинними або відверто кажучи: різними». Перша ідея для концепції виникла, коли ден Адель попросили написати вільне есе для журналу до Міжнародного жіночого дня. Коли вона почала досліджувати варіації законів про аборти в різних країнах і зазначила кілька релігійних партій, які намагалися нав'язати свої погляди та переконання законодавству, співачка вирішила більш широко прокоментувати нав'язування світогляду людям, які не ідентифікують себе з ним. В інтерв'ю для нідерландської радіостанції NPO Radio 2, ден Адель також прокоментувала, що вона черпала натхнення з кількох сучасних подій, що відбуваються у світі, де люди хочуть диктувати, як інші повинні діяти або жити, виходячи виключно зі своїх власних перспектив і не звертаючи уваги на життя і свободу інших людей. За словами співачки, російське вторгнення в Україну 2022 року та скасування попередніх рішень, що забезпечували жінкам право на безпечний аборт у Сполучених Штатах Америки, були подіями, які її зворушили і змусили задуматися про те, що вирішальні моменти в житті диктуються кимось іншим. Коментуючи пісню в іншому інтерв'ю для фінського сайту Chaoszine, ден Адель також зазначила, що її зворушила Стрілянина в Осло 2022 року, масове вбивство, спрямоване на захід ЛГБТ-параду в Осло, яке сталося за день до концерту Within Temptation на норвезькому фестивалі Tons of Rock. Через це марш гордості був скасований з міркувань безпеки, і охорону фестивалю довелося посилити. У текстах також йдеться про боротьбу людей за те, щоб залишатися собою в умовах цих нав'язуваних сценаріїв. Співачка прокоментувала, що темніший тон в атмосфері та інструменталі пісні є відображенням порушених тем.

## Музичне відео
Офіційне музичне відео на пісню було випущено 13 липня 2022 року. Його зняв Джеб Хардвік. У відео гурт виконує пісню в центрі обертового святилища, посеред поля, оточеного горами. Сцени чергуються між денним часом, коли святиня освітлена сонячним світлом і відео набуває помаранчевої палітри, і нічним часом, коли святиня освітлена місячним світлом і відео набуває синьої палітри. Сцени гри гурту переплітаються з різними окультними та релігійними образами, а також із сценами, де солістка Шарон ден Адель виконує пісню на самоті, але в іншому головному уборі та з воронами, що літають у небі за нею.